# Lindsay Muir
Lindsay Muir ist eine britische Ballonsportlerin und Weltrekordhalterin. 2012 wurde sie in Frankenthal (Pfalz) zweite Europameisterin der Frauen im Heißluftballonfahren, nachdem sie 2010 im litauischen Alytus die Vizemeisterschaft errang.

## Sportliche Karriere
Muir begann 1983 mit dem Ballonfahren. Am 21. November, dem 200. Jahrestag der ersten ungefesselten Ballonfahrt von Pilâtre de Rozier und d’Arlandes, bekam sie ihre Lizenz als Berufspilotin für Heißluftballons. Seit 1989 nimmt sie an FAI-Welt- und Europameisterschaften teil, wo sie für viele Jahre regelmäßig die einzige Frau war. 1988 war sie die erste Frau, die britische Landesmeisterin wurde, ein Erfolg, den sie 1996 wiederholen konnte. Muir gewann 1990 den ersten FAI-Weltcup der Frauen, machte 1993 den Hattrick und gewann den Cup 1996 ein viertes Mal, nachdem sie zweimal pausiert hatte. Dieser hat jedoch nicht den Rang von Welt- und Europameisterschaften.
Bei der 12. Weltmeisterschaft in Battle Creek kam Muir 1995 auf den 6. Platz und ließ 80 Männer hinter sich. Zwei Jahre später gewann sie Silber im Heißluftballonfahren bei den ersten World Air Games. Das sind Platzierungen, die nach ihr keine Frau mehr erreichen konnte.
Am 21. Mai 2000 stellte Muir einen Frauenweltrekord nach Fahrtdauer in der Klasse AX-10 (Heißluftballons von 4000 bis 6000 m³) auf. Nach 19 Stunden 7 Minuten und 55 Sekunden verhinderte ein Unwetter die drei Jahre lang beabsichtigte Fahrt von 24 Stunden. Der Rekord war 15 Jahre später noch ungebrochen.
Muir (Platz 20) wurde 2018 bei der 3. Weltmeisterschaft der Frauen in Nałęczów erstmals von ihrer Tochter Chloe Hallet (Platz 13) „geschlagen“. Hallet nimmt seit 2015 an den FAI-Wettbewerben teil, sie war mit 17 die jüngste britische Ballonpilotin. Muir ist mit Graham Hallett, Chief Technical Officer des British Balloon and Airship Club, verheiratet.
Im März 2015 wurde Muir zur Vizepräsidentin der CIA (Commission Internationale d’Aérostation – die Ballon-Kommission der FAI) gewählt.

## Erfolge

### Weltmeisterschaften
- 12. FAI-Weltmeisterschaft in Battle Creek, USA, 1995 – 6. Platz

- 3. FAI-Weltmeisterschaft der Frauen in Nałęczów, Polen, 2018 – 20. Platz
- 2. FAI-Weltmeisterschaft der Frauen in Birštonas, Litauen, 2016 – 21. Platz[2]
- 1. FAI-Weltmeisterschaft der Frauen in Leszno, Polen, 2014 – 35. Platz

### Europameisterschaften
- 4. FAI-Europameisterschaft der Frauen in Leszno, Polen, 2017 – 4. Platz
- 3. FAI-Europameisterschaft der Frauen in Orveltermarke, Niederlande, 2015 – 12. Platz[3]
- 2. FAI-Europameisterschaft der Frauen in Frankenthal (Pfalz), Deutschland, 2012 – Europameisterin
- 1. FAI-Europameisterschaft der Frauen in Alytus, Litauen, 2010 – Vizeeuropameisterin

### Landesmeisterschaften (Auswahl)
- Landesmeisterschaft, 1996 – 1. Platz
- Landesmeisterschaft, 1988 – 1. Platz

### Siege beim Weltcup der Frauen (Auswahl)
- FAI-Weltcup, 1996 – 1. Platz
- FAI-Weltcup, 1993 – 1. Platz
- FAI-Weltcup, 1992 – 1. Platz
- FAI-Weltcup, 1991 – 1. Platz

### World Air Games
- World Air Games, 1997 – 2. Platz im Heißluftballonfahren.